# Ubezpieczenie pomostowe
Ubezpieczenie pomostowe – ubezpieczenie ryzyka banku udzielającego kredytu hipotecznego w zakresie jego spłaty, w okresie od dnia wypłaty kredytu, maksymalnie do dnia uprawomocnienia się wpisu hipoteki na rzecz banku w księdze wieczystej.